# Percha
Percha (wł. Perca) – miejscowość i gmina we Włoszech, w regionie Trydent-Górna Adyga, w prowincji Bolzano.
Liczba mieszkańców gminy wynosi 1539 (dane z roku 2009). Język niemiecki jest językiem ojczystym dla 96,82%, włoski dla 2,54%, a ladyński dla 0,64% mieszkańców (2001).